# Bro (Uppland)
Bro is een plaats in de gemeente Upplands-Bro in het landschap Uppland en de provincie Stockholms län in Zweden. De plaats heeft 6359 inwoners (2005) en een oppervlakte van 261 hectare.

## Verkeer en vervoer
Bij de plaats lopen de E18 en Länsväg 269.
De plaats heeft een station aan de spoorlijn Stockholm - Örebro.

## Geboren
- Annika Sörenstam (1970), golfprofessional